# Галкин, Алфей Кронидович
Алфей Кронидович Галкин (1858—1896) — поэт-юморист, постоянный сотрудник «Новостей» и «Петербургского листка»; напечатал множество юмористических стихотворений в «Стрекозе», «Шуте» и «Петербургском листке» под разными псевдонимами («Пиит», «Гном» и др.).

## Биография
Сын чиновника. Окончил екатеринбургское Алексеевское реальное училище. Поступил в Петербургский практический технологический институт (1879), ушёл после первого курса, в 1882 году поступил вновь, но после второго курса (1884) оставил учебу и стал профессиональным литератором.
Впервые выступил в печати в 1881 году в журнале «Стрекоза».
С 1883 года постоянный сотрудник (некоторое время секретарь редакции) газеты «Петербургский листок», где публиковал юмористические стихи, рассказы, шутки и анекдоты в разделе «Из альбома свистунов». Печатался также в газетах «Новости», «Московские ведомости», журналах «Шут», «Будильник», «Осколки», «Родина».
Его не без легкости написанные стихи публиковались под многочисленными псевдонимами. В ироничных стихотворениях, написанных от лица простодушного обывателя, Галкин предвосхитил некоторые черты поэтики Саши Чёрного и В. И. Горянского.